# Langney
Langney – wieś w Anglii, w hrabstwie East Sussex, w dystrykcie Eastbourne. Leży 84 km na południe od Londynu. W 2011 miejscowość liczyła 10 706 mieszkańców. Langney jest wspomniana w Domesday Book (1086) jako Langelie.